# Angresse

Angresse este o comună în departamentul Landes din sud-vestul Franței. În 2009 avea o populație de 1.484 de locuitori.

## Evoluția populației
| An        | 1975 | 1982 | 1990 | 1999  | 2006  | 2009  |
| --------- | ---- | ---- | ---- | ----- | ----- | ----- |
| Populație | 492  | 653  | 877  | 1.097 | 1.387 | 1.484 |